# Komāsī-ye Soflá
Komāsī-ye Soflá (persiska: كُماسئ سُفلَى, کماسی سفلی) är en ort i Iran.   Den ligger i provinsen Kermanshah, i den västra delen av landet, 400 km väster om huvudstaden Teheran. Komāsī-ye Soflá ligger 1 548 meter över havet och antalet invånare är 152.
Terrängen runt Komāsī-ye Soflá är lite kuperad, och sluttar västerut. Runt Komāsī-ye Soflá är det ganska tätbefolkat, med 56 invånare per kvadratkilometer. Närmaste större samhälle är Harsīn, 14,0 km nordost om Komāsī-ye Soflá. Omgivningarna runt Komāsī-ye Soflá är i huvudsak ett öppet busklandskap.